# Campeonato Mundial de Atletismo de 2015 - Mestres 400 m feminino
A prova dos 400 metros mestres feminino do Campeonato Mundial de Atletismo de 2015 foi um evento especial realizado no dia 29 de agosto no Estádio Nacional de Pequim, em Pequim. Todos os atletas participantes encontram-se no grupo W50 (com mais de 50 anos de idade). 

## Medalhas
| Ouro                           | Prata                           | Bronze                      |
| Sarah Louise Read Cayton (GBR) | Virginia Corinne Mitchell (GBR) | Elizabeth Gail Wilson (NZL) |

## Cronograma
Todos os horários são locais (UTC+8).
| Data         | Hora  | Evento |
| ------------ | ----- | ------ |
| 29 de agosto | 17:35 | Final  |

### Final
A prova ocorreu ás  17:35.
| Colocação         | Faixa | Babador | Atleta                    | Nacionalidade  | Tempo   | Reação | Notas |
| ----------------- | ----- | ------- | ------------------------- | -------------- | ------- | ------ | ----- |
| Medalha de ouro   | 4     | 1006    | Sarah Louise Read Cayton  | Grã-Bretanha   | 1:00.05 | 0.216  |       |
| Medalha de prata  | 3     | 1005    | Virginia Corinne Mitchell | Grã-Bretanha   | 1:00.81 | 0.159  |       |
| Medalha de bronze | 5     | 1008    | Elizabeth Gail Wilson     | Nova Zelândia  | 1:02.54 | 0.210  |       |
| 4                 | 1     | 1002    | Julie Anne Forster        | Austrália      | 1:02.86 | 0.197  |       |
| 5                 | 6     | 1009    | Renee Henderson           | Estados Unidos | 1:03.88 | 0.194  |       |
| 6                 | 7     | 1003    | Gianna Mogentale          | Austrália      | 1:04.96 | 0.213  |       |
| 7                 | 2     | 1007    | Yukiko Usui               | Japão          | 1:05.34 | 0.224  |       |
| 8                 | 8     | 1001    | Mayka Emmi Garoglio       | Argentina      | 1:06.10 | 0.169  |       |
| 9                 | 9     | 1004    | Xiuju Guo                 | China          | 1:10.51 | 0.291  |       |

Legenda
| Recorde mundial       | Recorde mundial (World record)               |                       | Recorde africano                      | Recorde africano (African) |                                           | Q | Classificado por posição (Qualified) |
| Recorde do campeonato | Recorde do campeonato (Championship record)  | Recorde da América    | Recorde da América (Americas)         | q                          | Classificado por melhor tempo (Qualified) |   |                                      |
| Melhor marca do ano   | Melhor marca do ano (World leading)          | Recorde asiático      | Recorde asiático (Asian)              | DNS                        | Não largou (Did not start)                |   |                                      |
| Recorde nacional      | Recorde nacional (National record)           | Recorde europeu       | Recorde europeu (European)            | DNF                        | Não terminou (Did not finish)             |   |                                      |
| Recorde pessoal       | Recorde pessoal do atleta (Personal best)    | Recorde da Oceania    | Recorde da Oceania (Oceania)          | DSQ / DQ                   | Desclassificado (Disqualified)            |   |                                      |
| Recorde da temporada  | Recorde da temporada do atleta (Season best) | Recorde sul-americano | Recorde sul-americano (South America) | NM                         | Sem marca (No mark)                       |   |                                      |